# Route nationale 586 (Belgique)
 (mai 2020).
Si vous disposez d'ouvrages ou d'articles de référence ou si vous connaissez des sites web de qualité traitant du thème abordé ici, merci de compléter l'article en donnant les références utiles à sa vérifiabilité et en les liant à la section « Notes et références ».
Pour les articles homonymes, voir Route nationale 586 (homonymie).
La route nationale 586 est une route nationale de Belgique de 16,5 kilomètres qui relie Nivelles à Gosselies via Thimeon et Luttre

## Description du tracé

### Communes sur le parcours
- Région wallonne
  -  Province de Hainaut
    - Gosselies
    - Thiméon
    - Luttre

  -  Province du Brabant wallon
    - Nivelles